# مارموست
مارموسِت‌ها ۲۲ گونه از میمون‌های جهان جدید از سرده‌های Callithrix , Cebuella , Callibella و Mico هستند. هر چهار سرده، عضوی از خانواده زیستی میمون‌های پنجه‌ای هستند. اصطلاح «مارموسِت» همچنین در اشاره به گونهٔ مارموست گوئلدی (Callimico goeldii)، که ارتباط نزدیکی با این چهار سرده دارد، استفاده می‌شود.
اکثر مارموست‌ها حدود ۲۰ سانتیمتر (۷٫۹ اینچ) طول دارند. نسبت به سایر میمون‌ها، آن‌ها برخی از ویژگی‌های ظاهراً ابتدایی را نشان می‌دهند. آن‌ها به‌جای ناخن، پنجه دارند و روی مچ دست، موهایشان قابل لمس است. آن‌ها فاقد دندان عقل هستند و به‌نظر می‌رسد ساختمان مغز آن‌ها نسبتاً ابتدایی است. دمای بدن آن‌ها به‌طور غیرعادی متغیر است و تا ۴ درجه سانتی‌گراد (۷ درجهٔ فارنهایت) در روز تغییر می‌کند. مارموست‌ها بومی آمریکای جنوبی هستند و در بولیوی، برزیل، کلمبیا، اکوادور، پاراگوئه و پرو یافت می‌شوند. آن‌ها همچنین گاهی در آمریکای مرکزی و جنوب مکزیک مشاهده شده‌اند. مارموست‌ها گاهی به‌عنوان حیوان خانگی نگهداری می‌شوند، با این وجود، آن‌ها نیازهای غذایی و زیست‌گاهی خاصی دارند که نیاز به بررسی و دقت بالا دارد.
بر اساس تحقیقات اخیر، مارموست‌ها کایمریسم سلول‌های ردهٔ زایا را از خود نشان می‌دهند که در طبیعت، در هیچ‌یک از نخستی‌سانان به‌جز میمون‌های پنجه‌ای دیده نمی‌شود.

## واژه‌شناسی
واژهٔ Callithrix از زبان یونانی باستان گرفته شده و به‌معنای «خَز زیبا» است.

## فهرست گونه‌ها
- سردهٔ Callithrix - مارموست‌های اطلس
  - مارموست معمولی، Callithrix jacchus
  - مارموست کاکل‌سیاه، Callithrix penicillata
  - مارموزت وید، Callithrix kuhlii
  - مارموست سرسفید، Callithrix geoffroyi
  - مارموست سرنخودی، فلیپسپس کالیتریکس
  - مارموست کاکل‌نخودی، Callithrix aurita
- سردهٔ Mico - مارموست‌های آمازونیایی
  - مارموست ریو آکاری، Mico acariensis
  - مارموست نقره‌ای، Mico argentatus
  - مارموست سفید، Mico leucippe
  - مارموست امیلیا، Mico emiliae
  - مارموست سرسیاه، Mico nigriceps
  - مارموست مارکا، Mico marcai
  - مارموست دم‌سیاه، Mico melanura
  - مارموست سانتارم، Mico humeralifer
  - مارموست ماوئِسی، Mico mauesi
  - مارموست موندروکو، Mico realizuku
  - مارموست سفید و طلائی، Mico chrysoleucos
  - مارموست هرشکویتز، Mico intermedius
  - مارموست ساتر، Mico saterei
  - مارموست روندون،  Mico Rondoni
- سردهٔ Callibella
  - مارموست کوتولهٔ روزمالنس، Callibella humilis
- سردهٔ سبوئلا
  - مارموست پیگمی، Cebuella pygmaea

## رفتارشناسی
مارموست‌ها بسیار فعال هستند و در تاج‌پوش بالای درختان جنگلی زندگی می‌کنند و از حشرات، میوه‌ها، برگ‌ها، شیرهٔ درختان و صمغ تغذیه می‌کنند. آن‌ها دارای دندان‌های پیش پایینی بلندی هستند که به آن‌ها اجازه می‌دهد سوراخ‌هایی را در تنهٔ درختان و شاخه‌ها ایجاد کرده و شیره و صمغ را از داخل آن‌ها بیرون کشیده و مصرف کنند.
مارموست‌ها در گروه‌های خانوادگی سه تا پانزده نفری، متشکل از یک یا دو مادهٔ مولد، یک نر غیرخویشاوند، فرزندان و گاه با افراد غیرخویشاوند، زندگی می‌کنند. سیستم‌های جفت‌گیری آن‌ها بسیار متغیر است و می‌تواند شامل روش‌های مختلفی مانند تک‌همسری و چندهمسری باشد. در بیشتر گونه‌های مارموست، نوزادان معمولاً دوقلو و گاهی سه‌قلو، زاده می‌شوند. مارموست‌ها دارای درجهٔ بالایی از زندگی اجتماعی و مشارکتی، مانند به‌اشتراک‌گذاری مواد غذایی و کمک و مشارکت تمامی افراد گروه، در حمل نوزادان هستند. مارموست‌های پدر، نمونه‌ای استثنایی از پدرانی هستند که در قلمرو جانوران، به جفتِ خود، کمک می‌کنند. آن‌ها هنگام زایمان به جفت خود کمک کرده و در تمیز کردن نوزادان و حتی جدا کردن بند ناف نوزاد تازه متولدشده، مشارکت دارند. اکثر گروه‌های مارموست‌ها، محدوده‌های خود را مشخص می‌کنند و از آن دفاع می‌کنند، اما گاهی این محدوده‌ها تا حد زیادی با هم هم‌پوشانی دارند.
غذای مورد علاقهٔ مارموست‌ها، شیرهٔ غنی از کربوهیدرات درختان است که با جویدن سوراخ در تنه به آن می‌رسند. قلمروی آن‌ها بر روی درختان متمرکز است و مارموست‌های کوچک‌تر، گاهی از حشرات تغذیه می‌کنند.